# Дем'янчук Борис Олександрович
Бори́с Олекса́ндрович Дем'янчу́к — доктор технічних наук (2013), професор (2020), заслужений винахідник України (2019).

## З життєпису
1966 року з відзнакою закінчив Військову інженерну радіотехнічну академію ім. маршала Говорова. Від 1973 року — викладач в тій же академії.
1974 року захистив кандидатську дисертацію.
Протягом 1981—1989 років — заступник начальника кафедри озброєння.
В 1989—2010 роках — провідний науковий співробітник Проблемної науково-дослідної лабораторії Одеського національного університету.
2012-го захистив докторську дисертацію.
Від 2013 року — завідувач кафедри технічного забезпечення Військової академії.
Є автором понад 150 наукових публікацій й над 50 винаходів.

## Нагороди та вшанування
- Указом Президента України № 878/2019 від 4 грудня 2019 року за «особисті заслуги у зміцненні обороноздатності Української держави, мужність і самовіддані дії, виявлені у захисті державного суверенітету та територіальної цілісності України, зразкове виконання військового обов'язку» нагороджений медаллю «За працю і звитягу»[1].